# Little Audrey
Little Audrey est un personnage de dessin animé produits par Famous Studios et de comics américain publiés par Harvey Comics.

## Personnage
Little Audrey est une petite fille rousse. Lorsque Paramount Pictures cessa de travailler avec Marge, les producteurs eurent l'idée de créer un personnage proche de Little Lulu. Le nom de Little Audrey aurait pour origine une série de blagues des années 1930 qui mettait en scène une petite fille, Little Audrey, qui à la fin de chaque blague « rit et rit »,.

## Dessins animés
Little Audrey apparaît pour la première fois dans un dessin animé daté du 5 décembre 1947 intitulé Butterscotch and Soda. Le personnage est dessiné d'abord par Bill Tytla puis amélioré par Steve Muffatti, la voix est celle de Mae Questel qui interprétait aussi le personnage de Little Lulu. Little Audrey ne connaît pas un grand succès et quinze dessins animés seulement seront produits par Famous Studio.  Le dernier s'intitule Dawn Gawn, dirigé par Seymour Kneitel et distribué pour la première fois le 14 décembre 1958.

## Comics
Bien que Little Audrey ne soit pas devenue une vedette de dessins animés, elle a été adaptée dans de nombreux comics. St. John en 1948 obtient les droits et publie une série de 24 comics d'avril 1948 jusqu'en 1952. En 1950 et 1951 elle a aussi son comic strip. En 1952, les droits des personnages de Famous Studios sont récupérés par Harvey Comics qui reprend alors le comics de Little Audrey. Celui-ci est arrêté au numéro 53 mais deux mois plus tard en 1957, le personnage revient dans un nouveau comics intitulé Playful Little Audrey. Des séries dérivées sont aussi produites par Harvey Comics Little Audrey Clubhouse, Little Audrey and Melvin et Little Audrey TV Funtime. Ces séries se vendent bien durant les années 1950 et 1960 mais en 1976, Harvey cesse de publier les comics avec les personnages féminins (Little Dot, Little Lotta et Wendy la gentille petite sorcière sont les trois autres séries interrompues) et Little Audrey n'est présente que dans la série dérivée de Richie Rich, Richie Rich and his girlfriends. En 1982, Harvey cesse de publier des comics mais dans les années 1990 une relance de la ligne de comics est tentée et Little Audrey retrouve un comics pendant 9 numéros. Depuis, Harvey a cessé toute publication et le personnage n'est plus apparu,.